# Нюстрём, Боб
Роберт Нюстрём (швед. Robert Nyström; род. 10 октября 1952, Стокгольм) — шведо-канадский хоккеист, игравший на позиции правого нападающего; четырёхкратный обладатель Кубка Стэнли в составе «Нью-Йорк Айлендерс» (1980, 1981, 1982, 1983).

## Карьера

### Игровая карьера
Начал хоккейную карьеру в команде «Камлупс Рокетс», в которой отыграл целый сезон, являясь одним из ведущих игроков команды. Затем перешёл в «Калгари Сентенниалз», в котором продолжил регулярно забивать и набирать очки, став в команде одним из ключевых игроков.
В 1972 году он был выбран на драфте НХЛ в 3-м раунде под общим 33-м номером клубом «Нью-Йорк Айлендерс». После выбора на драфте он был переведён в фарм-клуб «Айлендерс» «Нью-Хэвен Найтохоукс», в котором играл большую часть сезона, пока в марте 1973 года не был вызван в «Нью-Йорк Айлендерс», за который отыграл 11 матчей, заработав 2 очка (1+1). В сезоне 1973/74 он стал одним из ключевых игроков команды, заработав 41 очко (21+20), став номинантом на Колдер Трофи, как лучший новичок сезона, но приз получил его одноклубник Дени Потвен.
В последующие сезоны Нюстрем прогрессировал, регулярно забивая и набирая очки, в сезоне 1977/78 он заработал 59 очков (30+29), свой лучший результат в НХЛ. Он стал ключевым игроком «Айлендерс», который с 1980 по 1983 годы выиграл 4 Кубка Стэнли подряд. В сезоне 1984/85 он провел 36 матчей, пропустив большую часть сезона, из-за этого его результативность снизилась, он заработал 7 очков (2+5). В следующем сезоне у него также была невысокая результативность, он сыграл мало игр. 5 января 1986 года он получил на тренировке травму глаза из-за случайного удара на тренировке Джеральда Дидака, из-за чего он завершил свою игровую карьеру по ходу сезона.

### Послехоккейная деятельность
Завершив игровую карьеру, он работал ассистентом главного тренера «Нью-Йорк Айлендерс» с 1986 по 1988 годы. Затем работал в «Айлендерс» с 1988 по 2002 годы на нескольких должностях в том числе и в качестве директора по связи с общественностью.

## Признание
В 1991 году «островитяне» утвердили приз Боба Нистрома, который вручают лучшему игроку «Айлендерс», показавшему по ходу сезона лидерские качества и преданность делу.
1 апреля 1995 года его игровой номер «23» был изъят из клубного обращения «Нью-Йорк Айлендерс».

## Личная жизнь
Уроженец Стокгольма, в возрасте четырёх переехал с родителями в Хинтон. Его сын Эрик (род. 1983) — хоккеист, играл в НХЛ за «Калгари Флеймз», «Миннесоту Уайлд», «Даллас Старз» и «Нэшвилл Предаторз».

## Статистика
| 1969–70     | Камлупс Рокетс      | BCHL        | 48  | 16  | 17  | 33  | —     | —   | —  | —  | —  | —   |
| 1970–71     | Калгари Сентенниалз | WCHL        | 66  | 15  | 16  | 31  | 153   | 10  | 2  | 3  | 5  | 32  |
| 1971–72     | Калгари Сентенниалз | WCHL        | 64  | 27  | 25  | 52  | 178   | 11  | 3  | 6  | 9  | 27  |
| 1972–73     | Нью-Хэвен Найтхоукс | AHL         | 60  | 12  | 10  | 22  | 114   | —   | —  | —  | —  | —   |
| 1972–73     | Нью-Йорк Айлендерс  | НХЛ         | 11  | 1   | 1   | 2   | 10    | —   | —  | —  | —  | —   |
| 1973–74     | Нью-Йорк Айлендерс  | НХЛ         | 77  | 21  | 20  | 41  | 118   | —   | —  | —  | —  | —   |
| 1974–75     | Нью-Йорк Айлендерс  | НХЛ         | 76  | 27  | 28  | 55  | 122   | 17  | 1  | 3  | 4  | 27  |
| 1975–76     | Нью-Йорк Айлендерс  | НХЛ         | 80  | 23  | 25  | 48  | 106   | 13  | 3  | 6  | 9  | 30  |
| 1976–77     | Нью-Йорк Айлендерс  | НХЛ         | 80  | 29  | 27  | 56  | 91    | 12  | 0  | 2  | 2  | 7   |
| 1977–78     | Нью-Йорк Айлендерс  | НХЛ         | 80  | 30  | 29  | 59  | 94    | 7   | 3  | 1  | 4  | 14  |
| 1978–79     | Нью-Йорк Айлендерс  | НХЛ         | 78  | 19  | 20  | 39  | 113   | 10  | 3  | 2  | 5  | 4   |
| 1979–80     | Нью-Йорк Айлендерс  | НХЛ         | 67  | 21  | 18  | 39  | 94    | 20  | 9  | 9  | 18 | 50  |
| 1980–81     | Нью-Йорк Айлендерс  | НХЛ         | 79  | 14  | 30  | 44  | 145   | 18  | 6  | 6  | 12 | 20  |
| 1981–82     | Нью-Йорк Айлендерс  | НХЛ         | 74  | 22  | 25  | 47  | 103   | 15  | 5  | 5  | 10 | 32  |
| 1982–83     | Нью-Йорк Айлендерс  | НХЛ         | 74  | 10  | 20  | 30  | 98    | 20  | 7  | 6  | 13 | 15  |
| 1983–84     | Нью-Йорк Айлендерс  | НХЛ         | 74  | 15  | 29  | 44  | 80    | 15  | 0  | 2  | 2  | 8   |
| 1984–85     | Нью-Йорк Айлендерс  | НХЛ         | 36  | 2   | 5   | 7   | 58    | 10  | 2  | 2  | 4  | 29  |
| 1985–86     | Нью-Йорк Айлендерс  | НХЛ         | 14  | 1   | 1   | 2   | 16    | —   | —  | —  | —  | —   |
| Всего в НХЛ | Всего в НХЛ         | Всего в НХЛ | 900 | 235 | 278 | 513 | 1,248 | 157 | 39 | 44 | 83 | 236 |